# تيغال (وسط جاوة)
تيغال (بالإنجليزية: Tegal, Central Java)‏ هي مدينة تقع في إندونيسيا في جاوة الوسطى. يقدر عدد سكانها بـ 247,076 نسمة ومساحتها 39.68 كم2 .

## المناخ
يظهر الجدول التالي التغييرات المناخية على مدار السنة لتيغال:
| البيانات المناخية لـتيغال         | البيانات المناخية لـتيغال | البيانات المناخية لـتيغال | البيانات المناخية لـتيغال | البيانات المناخية لـتيغال | البيانات المناخية لـتيغال | البيانات المناخية لـتيغال | البيانات المناخية لـتيغال | البيانات المناخية لـتيغال | البيانات المناخية لـتيغال | البيانات المناخية لـتيغال | البيانات المناخية لـتيغال | البيانات المناخية لـتيغال | البيانات المناخية لـتيغال |
| الشهر                             | يناير                     | فبراير                    | مارس                      | أبريل                     | مايو                      | يونيو                     | يوليو                     | أغسطس                     | سبتمبر                    | أكتوبر                    | نوفمبر                    | ديسمبر                    | المعدل السنوي             |
| --------------------------------- | ------------------------- | ------------------------- | ------------------------- | ------------------------- | ------------------------- | ------------------------- | ------------------------- | ------------------------- | ------------------------- | ------------------------- | ------------------------- | ------------------------- | ------------------------- |
| متوسط درجة الحرارة الكبرى °م (°ف) | 29 (84)                   | 29 (84)                   | 29 (85)                   | 30 (86)                   | 31 (87)                   | 30 (86)                   | 30 (86)                   | 30 (86)                   | 31 (87)                   | 31 (87)                   | 31 (87)                   | 30 (86)                   | 30 (86)                   |
| متوسط درجة الحرارة الصغرى °م (°ف) | 24 (76)                   | 24 (76)                   | 24 (76)                   | 25 (77)                   | 25 (77)                   | 24 (76)                   | 23 (74)                   | 23 (74)                   | 24 (76)                   | 25 (77)                   | 25 (77)                   | 24 (76)                   | 24 (76)                   |
| الهطول مم (إنش)                   | 350 (13.8)                | 300 (11.8)                | 250 (9.8)                 | 120 (4.7)                 | 130 (5.1)                 | 80 (3.1)                  | 50 (2.0)                  | 40 (1.6)                  | 30 (1.2)                  | 50 (2.0)                  | 110 (4.3)                 | 240 (9.4)                 | 1٬810 (71.3)              |
| المصدر:                           |                           |                           |                           |                           |                           |                           |                           |                           |                           |                           |                           |                           |                           |